# 유명천
유명천(1633년 ~ 1705년)은 조선 후기의 문신이며, 남인의 핵심인물이었다. 동생인 유명현도 남인이었다. 본관은 진주이며, 호는 퇴당이다.

## 생애
숙종 때 문과에 급제하여 1675년, 부수찬이 되고 부교리, 정언, 부수찬, 헌납 등을 거쳐서 교리가 되고 곧 승지로 당상관에 오른다. 이후 대사간, 부제학, 대사성을 지내며 참찬관을 겸하고 곧 대사간, 이조참의, 부제학, 대사성, 승지를 거쳐 이조참판이 되지만 경신대출척으로 유배를 당했고 1688년, 강계부사로 복직했다. 1689년, 기사환국으로 남인이 집권하고 공조판서로 임명되었으며 대사헌, 우참찬, 좌참찬을 지내며 동지사를 겸하다가 지의금부사, 예조판서를 하고 이조판서, 홍문관제학을 하며 동지경연사를 겸했다. 이후 우참찬, 판의금부사를 하면서 지경연사를 겸했고 호조판서를 거쳐 한성부판윤까지 올랐다. 이후 1694년, 판중추부사가 되지만 갑술환국으로 인해 유배를 당한다. 1699년에 전리로 방귀되었지만 1701년에 다시 무고의 옥으로 인해 유배를 당한다.